# Додж (округ, Джорджия)
Додж (англ. Dodge County) — округ штата Джорджия, США. Население округа на 2000 год составляло 19171 человек. Административный центр округа — город Истмен.

## История
Округ Додж основан в 1870 году.

## География
Округ занимает площадь 1297.6 км2.

## Демография
Согласно Бюро переписи населения США, в округе Додж в 2000 году проживало 19171 человек. Плотность населения составляла 14.8 человек на квадратный километр.